# Требовец
Требовец је насељено место у саставу града Иванић-Града, у Загребачкој жупанији, Хрватска.

## Становништво
На попису становништва 2011. године, Требовец је имао 347 становника.

## Попис1991.
На попису становништва 1991. године, насељено место Требовец је имало 320 становника, следећег националног састава:
| Попис 1991.‍  | Попис 1991.‍  | Попис 1991.‍ | Попис 1991.‍ | Попис 1991.‍ |
| ------------ | ------------ | ----------- | ----------- | ----------- |
|              |              |             |             |             |
| Хрвати       | Хрвати       |             | 317         | 99,06%      |
| Срби         | Срби         |             | 1           | 0,31%       |
| неопредељени | неопредељени |             | 2           | 0,62%       |
| укупно: 320  |              |             |             |             |